# Haplaxius perrinei
Haplaxius perrinei är en insektsart som beskrevs av Caldwell 1951. Haplaxius perrinei ingår i släktet Haplaxius och familjen kilstritar. Inga underarter finns listade i Catalogue of Life.